# Tomentella scobinella
Tomentella scobinella är en svampart som beskrevs av G. Cunn. 1957. Tomentella scobinella ingår i släktet Tomentella och familjen Thelephoraceae.   Inga underarter finns listade i Catalogue of Life.